# Carlos Pérez de las Vacas
Carlos Pérez de las Vacas fue un militar español del siglo XIX. 

## Biografía
Nació en Castilla la Vieja a fines del siglo XVIII. Ingresó en el ejército español, sirviendo en Méjico en calidad de oficial hasta 1815. En 1832 era ya comandante de infantería cuando solicitó el retiro, emigrando en 1833 a Portugal en compañía del Infante de España don Carlos María Isidro de Borbón. 
Al estallar la primera guerra civil tomó el mando de una brigada de infantería carlista, luchando en Guevara y Arlabán, en los tres sitios de Bilbao y decidiendo a su favor la victoria de Oriamendi. Tomó parte en la expedición de Don Carlos a Aragón y Cataluña, y en los combates del paso del Cinca y de Gra, salvando al ejército carlista de un ataque de la caballería liberal, dirigido con toda oportunidad y pericia. En la acción de Sampedor recibió una bala en el pecho, cuya herida le obligó a retirarse a Francia, perdiéndose desde entonces todo rastro de su vida.